# Gångborstjärnarna
Gångborstjärnarna är varandra näraliggande sjöar i Ovanåkers kommun i Hälsingland som ingår i Dalälvens huvudavrinningsområde.
- Västra Gångborstjärnarna (Alfta socken, Hälsingland, 678484-149438), sjö i Ovanåkers kommun, 61°10′45″N 15°42′02″Ö / 61.1792°N 15.7006°Ö
- Västra Gångborstjärnarna (Alfta socken, Hälsingland, 678497-149401), sjö i Ovanåkers kommun, 61°10′49″N 15°41′38″Ö / 61.1804°N 15.6938°Ö
- Östra Gångborstjärnarna, sjö i Ovanåkers kommun, 61°11′00″N 15°43′17″Ö / 61.1833°N 15.7214°Ö